# Камско-Берёзовский Богородицкий монастырь
Камско-Берёзовский Богородицкий черемисский миссионерский монастырь (рус. дореф. Камско-Берёзовскiй Богородицкiй Черемисскiй миссiонерскiй монастырь) — упразднённый миссионерский общежительный мужской монастырь 1901—1912-х годов и уничтоженный одноимённый с 1912 года женский монастырь Уфимской епархии, существовавший около села Берёзовки Бирского уезда Уфимской губернии (ныне — село Николо-Берёзовка Краснокамского района Башкортостана).
По преданиям, около монастыря явилась и обретена на берёзе Берёзовская икона святителя Николая Чудотворца, которая во время православных праздников и крестных ходов пребывала монастыре.
В 1910 году мужской монастырь посетила великая княгиня Елизавета Фёдоровна, а в 1914 году — женский монастырь — вместе с сестрой принцессой Викторией Гессен-Дармштадтской и её дочерью принцессой Луизой.

## История
В 1858 году Удельное ведомство отвело 15 десятин для предполагаемого мужского монастыря близ места явления и обретения в 1550-х годах Берёзовской иконы святителя Николая Чудотворца около села Берёзовки и деревни Пензы Бирского уезда (ныне — село Николо-Берёзовка). Мысль об устроении здесь монастыря принадлежит пермскому заводовладельцу М. Г. Сведомскому. 21 июня 1878 года основано Камско-Николаевское подворье Уфимского Успенского мужского монастыря.
В 1901 году основан по Указу Святейшего синода от 16-19 декабря 1900 года и открыт Постановлением Антония III (Храповицкого) 18 февраля 1901 года как Камско-Берёзовский Богородицкий миссионерский общежительный мужской монастырь в результате преобразования Камско-Николаевского подворья.
В 1901 году в действовавшей при монастыре инородческой школы обучалось 39 человек, в 1910 году — 90 человек. В 1910 году действовали миссионерские курсы. В результате миссионерской деятельности крещено 50 марийцев, 10 татар, несколько старообрядцев перешли в единоверие.
По Указу Святейшего синода от 28 мая 1912 года монастырь упразднён. Монахи переселены в Уфимский Успенский монастырь, а настоятель — в Богородицкий Одигитриевский чувашский монастырь.
На его месте 20 июля 1912 года основан одноимённый женский монастырь, который в середине 1920‑х годов закрыт, превращён в коммуну, и позже уничтожен.

## Ансамбль
Монастырь располагался в двухэтажном деревянном доме с хозяйственными корпусами, построенный в 1871—1873 годах на средства землевладельца и пермского купца П. Д. Дягилева для Камско-Николаевского подворья. На втором этаже дома с 1880 года размещалась домовая церковь во имя святителя Николая Чудотворца (позднее переосвящена в честь Казанской иконы Божией Матери), освящённая в 1881 году, на первом — домовая церковь в честь Воздвижения Креста Господня (Крестовоздвиженская), освящённая в 1914 году, предположительно.

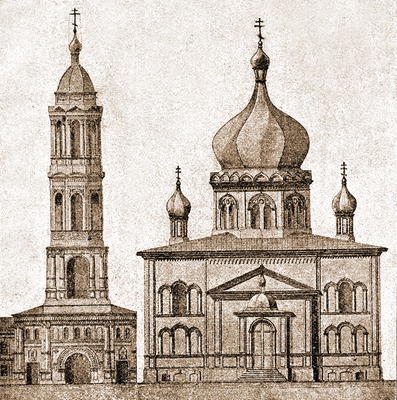
Проект церкви Серафима Саровского. 1910-е.

14 сентября 1903 года игуменом Анастасием с братией и епископом Нестором заложен каменный собор во имя преподобного Серафима Саровского, начавшийся строиться летом 1904 года; который не был достроен. 5 июля 1909 года в полуподвальном этаже собора епископом Нафанаилом освящён Воскресенский престол, 9 июля 1910 года — Сергиевский, в память великого князя Сергея Александровича, в присутствии великой княгини Елизаветы Фёдоровны. В сохранившимся полуподвальном этаже здания 31 июля 2003 года установлен памятный крест.

## Владения
Монастырю перешли 15 десятин земли Камско-Николаевского подворья, а также П. Д. Дягилевым в 1875 году пожертвованы около 152 десятины в Осинском уезде Пермской губернии. К 1917 году монастырь владел 297 десятинами.

## Численность
К 1903 году в монастыре проживали: 1 игумен, 4 иеромонаха, 2 иеродьякона, 3 монаха и около 40 послушников. К 1917 году — 5 монахинь и 52 послушницы.

### Настоятели
Единственный настоятель мужского монастыря игумен Анастасий в 1909 году награждён орденом Святой Анны II степени и наперсным крестом.